# Jens Scholz

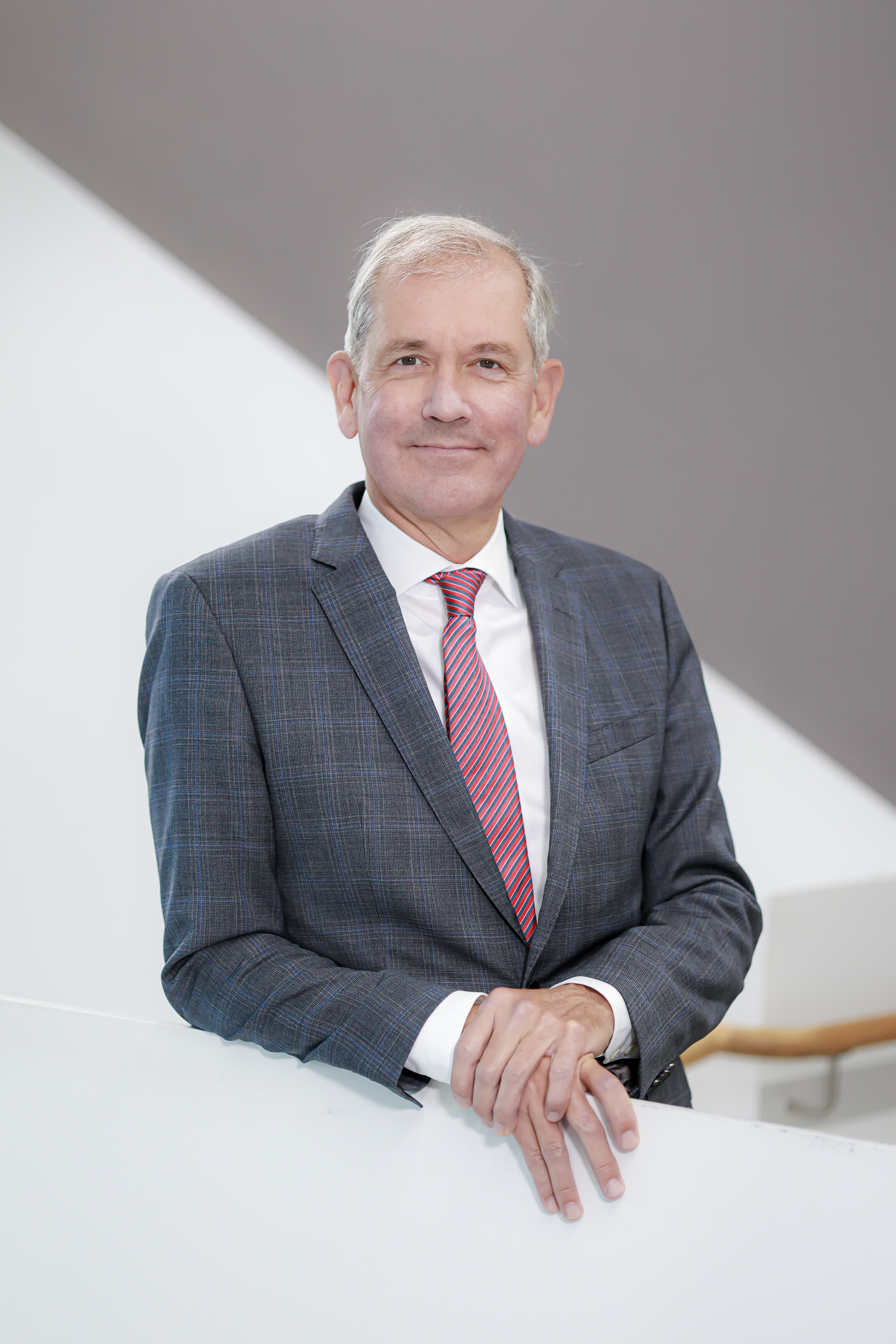
Jens Scholz (2023)

Jens Scholz (* 7. September 1959 in Osnabrück) ist ein deutscher Anästhesiologe, Hochschullehrer und Vorstandsvorsitzender des Universitätsklinikums Schleswig-Holstein.

## Leben
Jens Scholz wurde 1959 als mittlerer von drei Söhnen des damaligen Handelsvertreters Gerhard Scholz und seiner Frau Christel, geborene Grünewald, in Osnabrück geboren. Seine Eltern arbeiteten beide in der Textilwirtschaft. Sein älterer Bruder Olaf wurde 2021 zum deutschen Bundeskanzler gewählt.
Scholz legte 1985 das medizinische Staatsexamen ab und wurde im selben Jahr von der Medizinischen Fakultät der Universität Hamburg promoviert. Von 1985 bis 1986 absolvierte er unter Jochen Schulte am Esch die Facharztweiterbildung an der Klinik für Anästhesiologie des Universitätsklinikums Hamburg-Eppendorf. Von 1986 bis 1988 war er als Stipendiat der Deutschen Forschungsgemeinschaft am Pharmakologischen Institut der Universität Hamburg bei Hasso Scholz. Von 1988 bis 1992 setzte er die Facharztweiterbildung am Universitätsklinikum Hamburg-Eppendorf fort und schloss diese als Facharzt für Anästhesiologie ab. Im selben Jahr wurde er zum Oberarzt an der Klinik für Anästhesiologie befördert. Nach seiner Habilitation für Anästhesiologie 1992 lehrte er am Universitätsklinikum Hamburg-Eppendorf, von 1996 bis 2000 als C3-Professor für Anästhesiologie. Von 1997 bis 2000 war er Leitender Notarzt in Hamburg. Von 2000 bis 2009 war er als C4-Professor Lehrstuhlinhaber und Direktor der Klinik für Anästhesiologie und Operative Intensivmedizin des Universitätsklinikums Schleswig-Holstein (UKSH) und der Christian-Albrechts-Universität zu Kiel. Im Jahr 2009 erwarb er den Executive MBA an der Universität St. Gallen. Seit 2009 ist er Vorstandsvorsitzender des Universitätsklinikums Schleswig-Holstein. Scholz ist seit 2015 Mitglied im Vorstand des Verbandes der Universitätsklinika Deutschlands (VUD) und wurde 2021 zum 1. Vorsitzenden gewählt. Im November 2023 bestätigte die Mitgliederversammlung des VUD Scholz für eine weitere Amtszeit als 1. Vorsitzenden.
Jens Scholz organisierte im März 2020 die kostenlose Aufnahme mehrerer französischer COVID-19-Patienten aus dem Elsass im Klinikum Kiel, was ihm in Frankreich Anerkennung einbrachte.

## Preise und Auszeichnungen
Am 28. Juni 2022 erhielt Scholz die Ehrendoktorwürde der Universität Belgrad, Serbien, für seine herausragenden Verdienste in der Anästhesiologie sowie der Organisation der Universitätsmedizin. Am 16. November wurde er mit der Ehrendoktorwürde der Nationalen Medizinischen Danylo-Halyzkyj-Universität Lwiw ausgezeichnet und am 1. Dezember 2022 erhielt er die Ehrendoktorwürde der Nationalen Medizinischen Oleksandr-Bohomolez-Universität Kiew für sein humanitäres Engagement und das Initiieren einer umfassenden Hilfsaktion für ukrainische Krankenhäuser während des russischen Angriffskrieges.
Im August 2024 wurde er mit dem Orden des Heiligen Panteleimon ausgezeichnet, eine der höchsten ukrainischen Auszeichnungen im Gesundheitswesen.

## Mitgliedschaften
Am 20. September 2006 wurde Scholz zum Mitglied der Deutschen Akademie der Naturforscher Leopoldina (Matrikel-Nr. 7099) gewählt. Seit Februar 2024 ist er Senator der Sektion für Chirurgie, Orthopädie und Anästhesiologie.

## Veröffentlichungen (Auswahl)
- mit Jürgen Wawersik: Christian-Albrechts-Universität zu Kiel: Klinik für Anästhesiologie und Operative Intensivmedizin. In: Jürgen Schüttler (Hrsg.): 50 Jahre Deutsche Gesellschaft für Anästhesiologie und Intensivmedizin: Tradition und Innovation. Springer-Verlag, Berlin/Heidelberg/New York 2003, ISBN 3-540-00057-7, S. 459–466.